# Guerres púniques

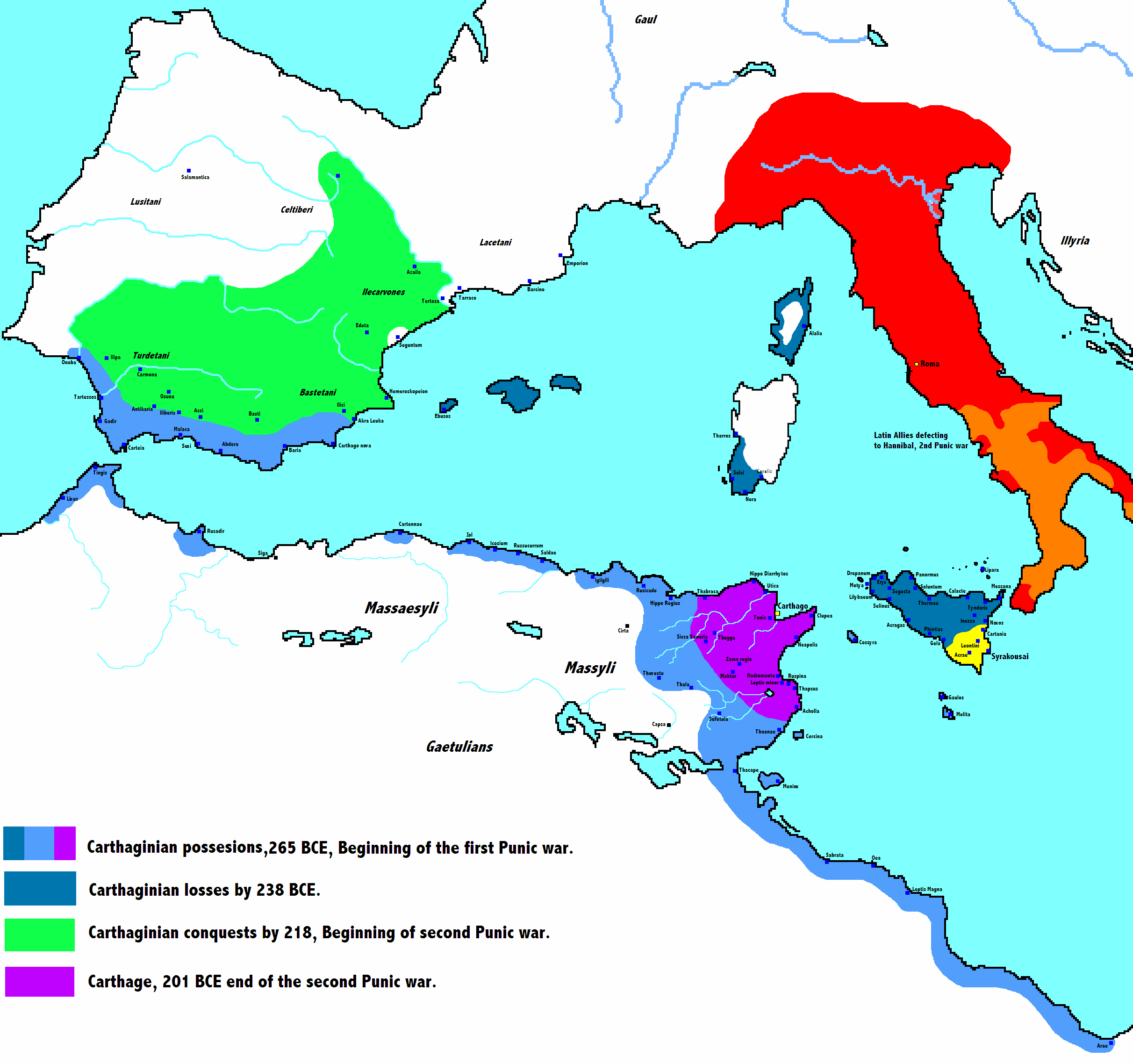
Evolució de les possessions cartagineses en el transcurs de les Guerres Púniques.

Les guerres púniques van ser una sèrie de tres guerres que van enfrontar, entre els anys 264 aC i 146 aC, les dues principals potències del Mediterrani de l'època, Roma i Cartago, anomenades així pel fet de ser la denominació que els romans donaven als púnics o cartaginesos, poble d'origen fenici. Per la seva banda, els cartaginesos van anomenar a aquests conflictes "guerres romanes", conflictes que es donaren per mor de l'annexió per part de Roma de la Magna Grècia. De tal manera van sorgir conflictes summament greus entre ambdues potències. Tot i que els romans van aconseguir crear grans tropes, sobretot navals, aquestes no li van assegurar el poder i el control en les Guerres, portant-los a caure en la confiança. La causa principal de l'enfrontament entre ambdues potències va ser el conflicte d'interessos entre les existents colònies de Cartago i l'expansió de la República Romana. El primer xoc es va produir a Sicília, part de la qual es trobava sota control cartaginès. Al principi de la Primera Guerra Púnica, Cartago era el poder dominant del Mar Mediterrani, controlant un extens imperi marítim, mentre que Roma era el poder emergent a Itàlia. Al final de la Tercera Guerra Púnica, després de la mort de centenars de milers de soldats en tots dos bàndols, Roma va conquerir totes les possessions cartagineses i va arrasar la ciutat de Cartago, amb la qual cosa la facció cartaginesa va desaparèixer de la història. La victoriosa Roma va emergir com l'estat més poderós del Mediterrani occidental. Victòria sumada a la de les Guerres Macedòniques, que es van lliurar al mateix temps que les Púniques, i la derrota de l'Imperi Selèucida en la Guerra Romano-Síria l'any 188 aC en el Mediterrani oriental, Roma va quedar com el poder dominant del Mediterrani, i la més poderosa ciutat del món clàssic. La derrota aclaparadora de Cartago va suposar un punt d'inflexió que va provocar que el coneixement de les antigues civilitzacions mediterrànies passés al món modern a través d'Europa i no d'Àfrica.

## Història

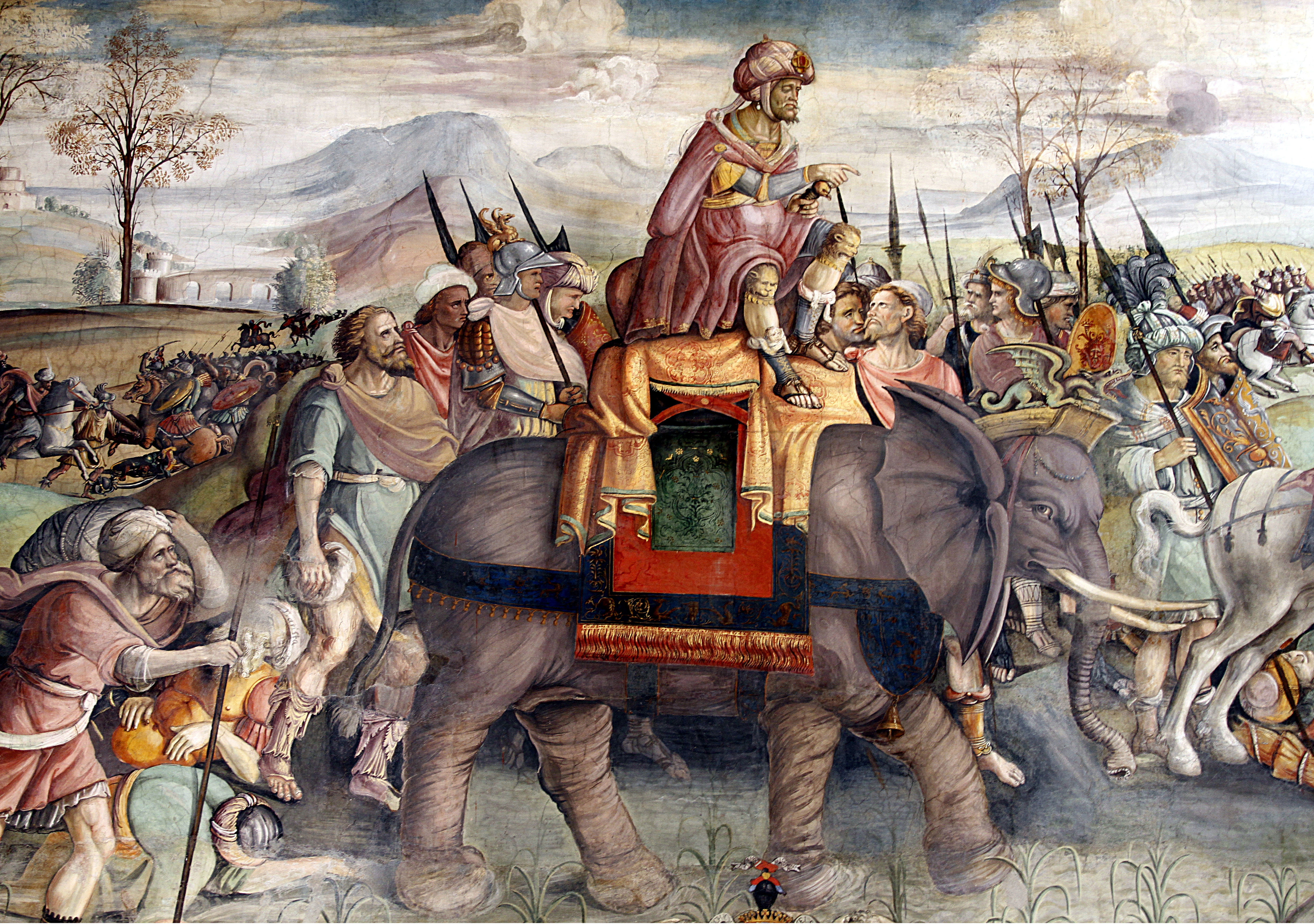
Hanníbal creuant els Alps amb cavalls i elefants es mostra com un dels més grans estrategs de la història (fresc de 1510).

La política expansiva dels cartaginesos cap a l'Occident fou dirigida per la família dels bàrquides: Amílcar Barca, Àsdrubal i, sobretot, Hanníbal. Però aleshores, la nova potència que s'havia creat a l'Occident, Roma, els barrà el pas. Després de l'annexió per part de Roma de la Magna Grècia, ocorreguda a principis del segle iii aC, va sorgir la rivalitat entre Roma i Cartago, pel domini del Mediterrani occidental.
Els inicis del conflicte es remunten a quan la ciutat de Messana, originàriament una ciutat grega, després presa pels oscos, anomenats mamertins, va ser atacada per Hieró II de Siracusa. Els grecs de Sicília, es van resistir a ajudar-los, i llavors, els oscos, van decidir demanar ajuda als romans. Els cartaginesos es van unir a Hieró II, i junts van envoltar la ciutat de Messina, però van ser atacats pels romans. A pesar que Hieró va abandonar l'aliança amb Cartago i va negociar amb Roma, la lluita entre Roma i Cartago va prosseguir i es va empitjorar. La base cartaginesa d'Agrigentum va ser presa pels romans, l'any 261 aC i l'any 260 aC els van derrotar a Miles.
Els romans havien aconseguit crear una poderosa flota, la qual cosa els va conferir un gran predomini naval. No obstant això, no totes van ser victòries per a ells, ja que van patir una important derrota quan van atacar Cartago de forma directa. Després de triomfar a Palerm (251 aC) van ser derrotats a Dreana (249 aC). Els romans ian reconstruir la seva flota, víctima de les derrotes i de les tempestats, i l'any 241 aC van aconseguir el triomf definitiu a la costa occidental de Sicília, a les illes Aegates, després de la qual cosa es va signar el Tractat de Lutaci, anomenat així per ser Gai Lutaci Catul, qui el va oferir, pel qual els cartaginesos van sofrir dures conseqüències: retornar els presoners, evacuar l'illa de Sicília i abonar una quantiosa indemnització. Així va acabar la primera guerra púnica. Aprofitant els romans una revolta entre els mateixos cartaginesos, l'any 238 aC, es van apoderar de Sardenya i després de Còrsega. Per fer front a les seves pèrdues, els cartaginesos, van intentar estendre els seus dominis cap a Hispània, establint un acord amb Roma per realitzar les seves conquestes al sud del Riu Ebre. Es van succeir en el comandament de les tropes cartagineses, Amílcar Barca, Àsdrubal i finalment Hanníbal, l'any 221 aC, qui va atacar la ciutat de Sagunt, situada a la zona acordada, però aliada de Roma. Després de rebutjar als emissaris romans, que demanaven la seva rendició, els cartaginesos i els romans es van enfrontar novament.
Hanníbal es va dirigir cap a Itàlia per lluitar contra els romans, va creuar els Alps, aconseguint el suport dels gals, que habitaven la plana del Riu Po, aconseguint vèncer els romans en els marges del Ticino i del Trebia, i l'any 216 aC la batalla de Cannas (Apúlia), va consagrar als cartaginesos com a triomfants sobre Roma, que va perdre aproximadament 30.000 homes. No obstant això, i malgrat el suport que Hanníbal va rebre de Filip V de Macedònia i del rei de Siracusa, l'estrateg romà, Fabi Màxim, va idear el pla d'una guerra de desgast, evitant les batalles obertes.

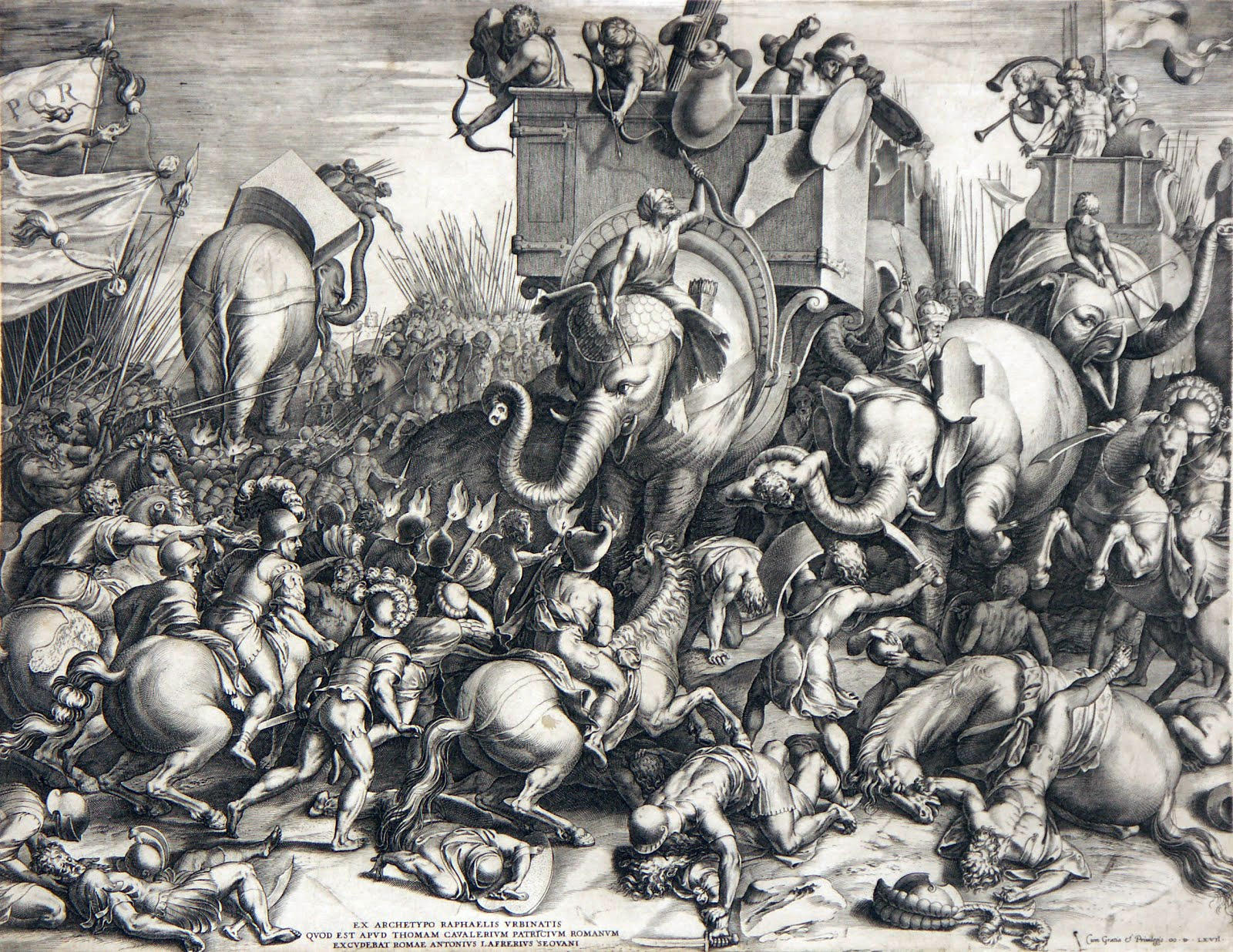
La batalla de Zama.

Poc temps després els romans van ser victoriosos a Càpua i després a Siracusa i a Hispània, els germans Escipions van derrotar a Àsdrubal, i després van recuperar Sagunt (214 aC), encara que van ser derrotats els Escipions i morts l'any 211 aC. L'any 209, Publi Corneli Escipió, va prendre Cartagena i el 210 aC va triomfar a Baecula. Àsdrubal va ser definitivament derrotat per Neró, quan es dirigia a Ombria per unir-se a Hanníbal, qui es va retirar a Àfrica, lloc que va abandonar per dirigir-se a Cartago, on l'exèrcit a càrrec de Publi Escipió intentava imposar-se. La batalla de Zama, l'any 202 aC va significar la victòria definitiva de Roma, on Cartago va ser condemnada econòmicament, veient-se privada de la seva flota i confinada a una àrea restringida. Aquesta és la fi de la segona guerra púnica. La tercera guerra púnica va ser realitzada per motius econòmics, ja que Cartago, malgrat la seva derrota, era una gran competència en el comerç del Mediterrani.
Aprofitant que els cartaginesos van respondre davant l'assalt d'Horòscop en la seva defensa, però com no podien fer-ho sense permís romà, van decidir atacar. Els cartaginesos van tractar de descomprimir el conflicte condemnant a mort al cap militar Àsdrubal i als seus homes, i brindant a Roma les seves excuses, però va ser inútil, després de la qual cosa van decidir rendir-se. Cartago va rebre l'ordre de ser destruïda, però els habitants es van reorganitzar a les ordres d'Àsdrubal a qui se li havia concedit un armistici a la seva condemna a mort, i van aconseguir resistir el setge romà, fins que el net adoptiu d'Escipió l'Africà, Publi Corneli Escipió Emilià, l'any 147 aC va aconseguir envoltar completament la ciutat, que va començar a patir el desproveïment. L'any 146 aC els romans van aconseguir entrar a la ciutat, entaulant-se una lluita aferrissada de sis dies, on van vèncer els romans i la ciutat va ser destruïda. Al final de les guerres púniques, anomenades així per ser la denominació que els romans donaven als cartaginesos, poble d'origen fenici, les illes de Sicília, Sardenya i Còrsega, el nord d'Àfrica i el sud i l'est d'Hispània, es van convertir en províncies romanes.

## Antecedents
A l'inici de les guerres púniques, l'any 264 aC, Cartago estava situada a la costa de la moderna Tunísia, al nord d'Àfrica, fundada pels fenicis en el segle ix aC. Era una poderosa ciutat estat amb un gran imperi comercial basat en les seves colònies exteriors, i exceptuant a Roma, el més poderós estat del Mediterrani occidental. La marina cartaginesa no tenia rival a l'època, però el seu exèrcit permanent a terra no era massa potent; Cartago no era un estat conqueridor, sinó comercial, per la qual cosa no necessitava grans contingents de soldats, només en els moments puntuals en què es trobés en guerra. A més, solia confiar en l'ús liberal de mercenaris per complementar (o fins i tot formar gairebé per complet) aquestes forces, contractats gràcies a les considerables riqueses procedents del comerç, la base de la seva economia.
Els interessos d'aquest imperi comercial es van trobar en oposició amb els de la florent República Romana, que es trobava en plena expansió. Fundada en el segle viii aC, la primitiva ciutat estat, convertida en una república l'any 509 aC, ja controlava la totalitat de la península Itàlica, i dirigia ara els seus ulls cap al que eren les línies naturals d'expansió per terra, Sicília, al sud, i la Gàl·lia Transalpina, al nord. Encara que amb una marina menys nombrosa i amb menys experiència, el seu exèrcit permanent era ja la força de combat terrestre més potent de la seva època, ben entrenat, equipat i amb gran experiència militar després dels dos segles de lluites intermitents que van precedir la conquesta dels seus territoris italians.
Tan aviat com Roma va finalitzar la seva conquesta va iniciar l'expansió cap al nord i el sud, la qual cosa va portar inevitablement el conflicte amb Cartago, que de sobte va veure amenaçada la seva influència en el Mediterrani, vital per mantenir el seu imperi comercial. Roma i Cartago es van enfrontar tres vegades, en els conflictes posteriorment coneguts com les Guerres Púniques, entre el 264 aC i el 146 aC. La victòria final de la República de Roma va suposar la desaparició de Cartago i l'annexió de les seves colònies i ciutats, la qual cosa va convertir al vencedor en l'estat més poderós d'Europa i del Mediterrani, iniciant una hegemonia que mantindria fins a la divisió de l'Imperi Romà per Dioclecià el 286 dC.

## Primera Guerra Púnica (262 aC - 241 aC)
Començà amb la intervenció de Roma a Sicília, quan s'alià amb els mamertins, que lluitaven contra els cartaginesos a Messina. La guerra passà al mar, originàriament dominat pels romans, fins que l'èxit de la flota nova comandada pel cònsol Duïli àdhuc permeté una expedició sobre la costa cartaginesa a Tunis (256 aC). Fracassat aquest assaig, la guerra se centrà novament a Sicília, on els romans es consolidaren. La pau (241 aC) posà fi als dominis púnics sicilians, i l'illa esdevingué la primera província romana. Poc després (238 aC), Roma aprofità la revolta dels mercenaris a Cartago per tal de dominar també Sardenya i Còrsega.
Les primeres fases de la guerra van consistir en batalles terrestres, a Sicília i el nord d'Àfrica, però a mesura que va avançar el conflicte es va convertir en una guerra eminentment naval. El conflicte va ser costós per a tots dos bàndols, però Roma es va alçar amb la victòria: va conquerir l'illa de Sicília, obligant a més a la derrotada Cartago a pagar un quantiós tribut. El resultat de la guerra va desestabilitzar tant a Cartago que Roma li va arrabassar Còrsega i Sardenya sense amb prou feines esforç uns anys després, quan la primera es va veure arrossegada a la Guerra dels Mercenaris.
La Primera Guerra entre Roma i Cartago va començar com un conflicte local a Sicília entre Siracusa, liderada per Hieró II, i Messina, controlada pels mamertins. Aquests eren un grup de mercenaris de la Campània que l'any 289 aC, en quedar-se sense treball després de la mort del seu últim patró, Agatocles de Siracusa, havien pres a traïció el poble grec de Messina, convertint-se en els seus dirigents després de massacrar a la majoria de la població, ensenyorir-se de totes les propietats, i expulsar els supervivents homes, quedant-se amb les dones per força.
Durant les dues dècades i mitja que va durar el seu domini, els mamertins es van dedicar a la pirateria, tant per terra com per mar, i van convertir el poble de Messina en una base permanent per a les seves contínues expedicions de saqueig per Sicília i les seves costes. A partir del 270 aC Hieró II els va plantar cara, i pel 265 aC l'exèrcit ciutadà de Siracusa havia aconseguit assetjar Messina després de vèncer als mamertins en repetides ocasions. Veient-se en mala situació, aquests van cometre l'últim error de les seves vides en requerir l'ajuda de la marina cartaginesa, per després trair-los sol·licitant ajuda al Senat romà per defensar-se de l'"agressió cartaginesa". La República Romana va respondre enviant una guarnició armada amb la finalitat d'assegurar Messina, i llavors els enfadats cartaginesos, liderats per Amílcar Barca, pare d'Hanníbal van decidir ajudar militarment a Siracusa. Amb ambdues potències involucrades en el conflicte local, ràpidament es va convertir en una guerra a gran escala entre Roma i Cartago pel control de Sicília.
Després de l'estrepitosa derrota a Agrigent, els líders cartaginesos van decidir evitar les confrontacions directes a terra amb les legions romanes, concentrant-se al mar. La marina cartaginesa era superior a la marina romana en tots els aspectes: les seves tripulacions tenien més experiència en la guerra naval de l'època, era més nombrosa, i disposava de millors avanços tècnics, ja que les seves naus eren més ràpides i maniobrables. Batalles com la de les Illes Eòlies són un bon exemple d'aquesta diferència inicial.
No obstant això, la reacció romana no es va fer esperar; la república va aconseguir plànols detallats i informació de primera mà dels mitjans de fabricació naval usats per Cartago. La versió més estesa afirma que es van aconseguir a partir de naus cartagineses capturades després d'embarrancar. i va procedir a bolcar tota la seva capacitat de producció en la construcció d'una nova marina. En menys de dos mesos, els romans tenien ja una flota de més de 100 naus. La producció va prosseguir a un ritme tan accelerat, que aviat l'avantatge numèric dels cartaginesos, obligats a mantenir les seves flotes separades per defensar les seves àmplies rutes comercials, es va reduir al mínim.
També es van introduir millores tècniques: sabedors que no podien superar a les naus cartagineses en velocitat, els romans van incorporar una espècie de pont de setge en la proa dels seus bucs, el corb (corvus). Aquest es tendia sobre naus enemigues adjacents, amb el que podien ser abordades per legionaris completament armats i cuirassats, capaços de massacrar a la tripulació enemiga i capturar la nau. Fins llavors, les batalles navals incloïen molt poques accions d'abordatge; la tàctica principal consistia a envestir a l'enemic amb l'ariet incorporat en la proa de la majoria dels trirrems. D'arribar-se a la lluita cos a cos, aquesta se solia realitzar entre tripulacions de mariners i remers, amb armadures lleugeres i armes curtes. Els romans van incorporar a la contesa l'ús de la seva excel·lent infanteria pesant, permetent-los l'ús també en el mar d'una dels seus majors avantatges estratègics, que fins llavors solament havia pogut ser emprada a terra, reduint l'avantatge tàctic de la flota cartaginesa (a partir de llavors es va fer molt més perillós apropar-se a un vaixell romà). No obstant això, el corb era un artefacte pesant, amb els seus propis perills, i el seu ús va anar quedant obsolet a mesura que la flota romana va anar guanyant experiència.
Exceptuant la desastrosa derrota de la Batalla dels plans del Bagradas a Àfrica, i les batalles navals de les Illes Eòlies i la batalla de Drèpana, la Primera Guerra Púnica va ser una cadena gairebé ininterrompuda de victòries romanes. Finalment, l'any 241 aC, Cartago va signar un tractat de pau amb Roma, cedint-li el control absolut de Sicília. Els anys posteriors a la Primera Guerra Púnica van ser aprofitats per Cartago per millorar les seves finances i expandir el seu imperi colonial a Hispània (nom genèric donat a l'època a la península Ibèrica, sota el lideratge de la família Barca. Durant aquesta època l'atenció de Roma es va concentrar principalment en les guerres il·líries. No obstant això, en finalitzar aquesta, va prosseguir la seva expansió, iniciant una diplomàcia agressiva a Hispània que incloïa aliances amb enemics locals de Cartago.
Finalment, l'any 219 aC. Hanníbal Barca, fill d'Amílcar Barca, va atacar Sagunt, ciutat aliada de Roma, iniciant amb això la Segona Guerra Púnica.

### Guerra dels Mercenaris
L'any 240 aC les tropes mercenàries de Cartago es van rebel·lar. Aprofitant l'oportunitat, Roma va arrabassar als cartaginesos les illes de Còrsega i Sardenya el 238 aC. A partir de llavors, els romans van usar el terme Mare Nostrum (El nostre mar) per referir-se al mar Mediterrani, exercint-ne el control efectiu. La marina romana podia evitar invasions amfíbies al seu territori, controlar les rutes comercials i envair altres costes durant els tres anys i quatre mesos que la Guerra dels Mercenaris va estar vigent. Després de ser nomenats generals, Mathô i Spendios van enviar missives a les ciutats tributàries de Cartago, incitant-les a desfer-se del jou púnic i a unir-se a ells en el conflicte. Sofrint els onerosos tributs que van caure sobre elles després de la desastrosa guerra contra Roma, van accedir fàcilment a les peticions dels mercenaris, la qual cosa va convertir el motí original en un aixecament nacional. Només dues ciutats es van mantenir lleials: Bizerta i Útica.

#### Batalla de la Serra
Mathô va romandre a la ciutat de Tunis, mentre Spendios, Autarit i l'africà Zarza mobilitzaven un exèrcit de cinquanta mil homes per enfrontar-se a Amílcar (239 aC), pràcticament íntegrament africans. atacant-los en camp obert i erosionant el seu exèrcit amb accions puntuals de gran habilitat, Amílcar els va conduir cap al congost conegut com "La Serra". Els rebels, que buscaven sempre allunyar-se del pla i ocupar els pujols i muntanyes, havien caigut en el seu propi parany.
Després d'assetjar durant dies la boca del congost, bloquejant la resta de sortides per mitjà de fossats i trinxeres, els mercenaris van amenaçar als seus caps, veient que els reforços de Tunis no arribaven i la fam era cada vegada més gran.
Els líders rebels van pactar llavors amb Amílcar, lliurant-se els oficials més importants. Entre aquests es trobaven Autarit, Zarza i Spendios. Creient haver estat traïts, els soldats van atacar llavors, i van ser massacrats per l'exèrcit d'Amílcar. Es diu que van morir més de quaranta mil (pràcticament la totalitat de l'exèrcit rebel).

#### El setge de Tunis
La derrota de les tropes africanes va fer que moltes ciutats tornessin al bàndol cartaginès. Amo de les planes i amb les ciutats africanes del seu costat, Hamílcar es va dirigir a Tunis, posant la ciutat sota setge.
El contingent d'Hanníbal va posar setge al costat de Tunis que mirava a Cartago, mentre Hamílcar es va emplaçar en el costat oposat. Una vegada establert el setge, els líders rebels van ser crucificats a la vista dels murs de la ciutat.
Mató va sortir llavors de la ciutat atacant el campament d'Hanníbal, que va ser capturat viu per libis. Llavors, despenjant el cos d'Espendi, va penjar al cartaginès en el seu lloc, degollant als seus oficials als peus de la creu.
Hamílcar va arribar tard a socórrer a Hanníbal, i la derrota va provocar la tornada d'Hannó de Cartago, al comandament dels últims homes en edat adulta capaços de portar armes que quedaven a la metròpoli. Després de diverses reunions, els generals van oblidar les seves diferències i van actuar de forma conjunta per acabar amb Mató, que va passar a la defensiva.
Els generals púnics van tendir emboscades a l'africà a prop de les darreres ciutats que romanien en el bàndol rebel, com Leptis Magna, al sud-est. Finalment, assetjat en tots els fronts, Mató va resoldre donar batalla campal a l'enemic.
Existeix poca informació sobre aquesta batalla, encara que se sap que la victòria es va decantar del costat cartaginès. Mató va ser capturat viu, i la resta de ciutats que romanien en el bàndol rebel es van rendir a Cartago, Tunis inclosa.

## Segona Guerra Púnica (218 aC - 202 aC)

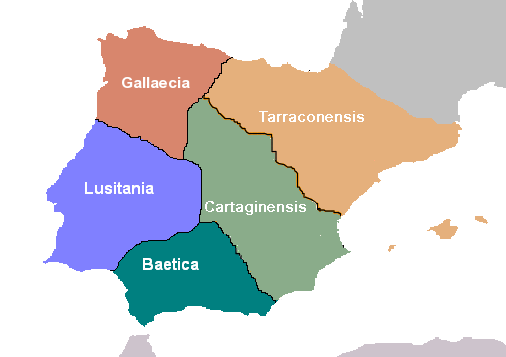
Cartaginensis

Partí de les bases que els cartaginesos havien establert al sud de la península Ibèrica, especialment Cartago Nova (Cartagena), per compensar les pèrdues a Sicília.
Hanníbal projectà l'atac directe a Roma, en una expedició per terra.
El primer episodi fou la presa de Sagunt, aliada dels romans, que es defensà aferrissadament.
Un cop dominada, Hanníbal, amb un gran exèrcit, travessà els Pirineus i els Alps seguint una ruta molt discutida en els detalls. De fet, els romans l'esperaven a Arle. Penetrà a Itàlia, on aconseguí grans victòries (batalles de Trèbia i Trasimè), però no s'atreví a assetjar Roma i no se li uniren els pobles itàlics dominats pels romans.
Es dirigí cap al Sud de la península, on tingué una altra gran victòria (Cannas), i s'establí a Càpua.
Mentrestant, els romans contraatacaren desembarcant a Empúries (218 aC), des d'on dominaren la costa catalana i després la del sud de l'Ebre fins a Andalusia, i així tallaren el camí de terra entre Cartago i Hanníbal.
Liquidat el domini cartaginès a Hispània (206 aC), Publi Corneli Escipió Africà dirigí la guerra al territori de Cartago (204 aC), que Hanníbal va anar a defensar, però fou vençut (batalla de Zama, 202 aC).
Roma dominava la Mediterrània occidental i Cartago ja no fou més una potència militar.

## Tercera Guerra Púnica (149 aC - 146 aC)
Fou empresa pels romans, que temien una resurrecció del poder de Cartago. Aprofitant la malvolença del rei númida Masinissa I contra els cartaginesos, Roma inicià una guerra d'extermini, que acabà amb la presa de Cartago, després d'una resistència desesperada de l'exèrcit que comandava Escipió Emilià. La ciutat fou arrasada i no ressorgí fins un segle i mig després, ja com a ciutat romana, en temps de Juli Cèsar.